# Sufism

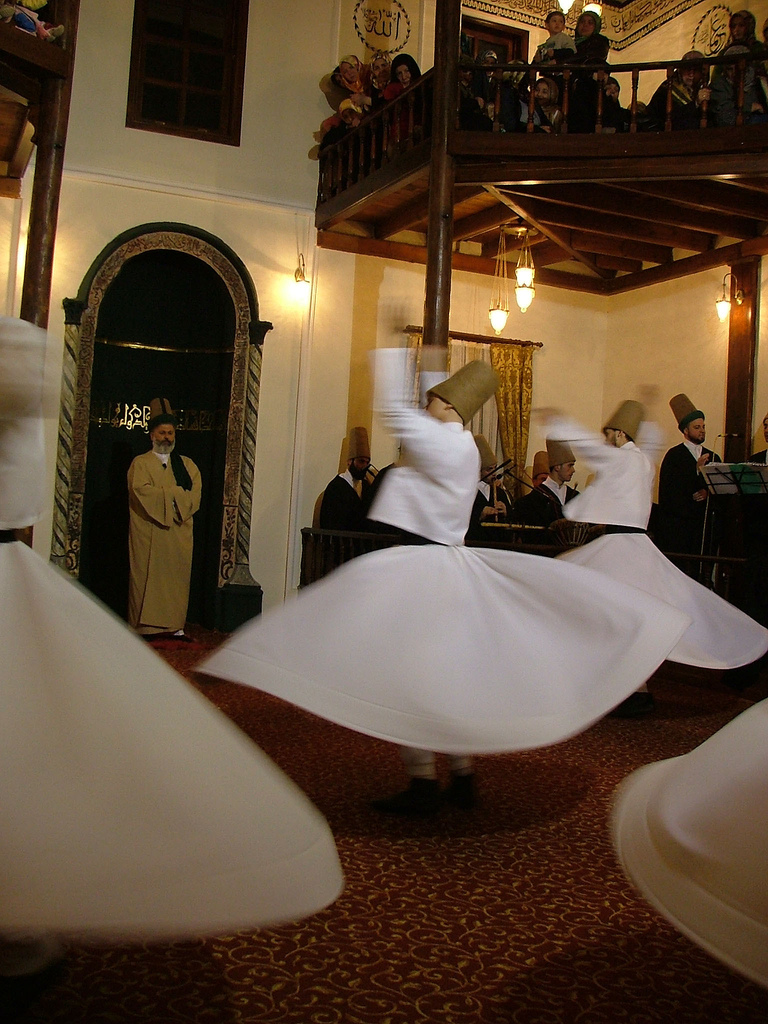
Mevlevi-ceremoni på Bursa Karabaş-i Veli Kültür Merkezi Zeybek Ekibi i Bursa i Turkiet

Sufism (arabiska: تصوف, taṣawwuf; persiska: صوفی‌گری, sufigari, turkiska: tasavvuf, kurdiska: sufizmi) används som en samlingsbeteckning för den andliga eller esoteriska aspekten inom islam. Sufisternas erfarenheter och läror är att man genom att rena sinnet från allt som inte är av Gud och förstå att kärleken är Guds sanna väsen, kan nå fram till den upplysning som öppnar medvetandet. Enligt sufisk åskådning får sharia (lagen) ofta företräda den yttre eller exoteriska dimensionen av religionen medan sufism definieras som islams inre dimension eller esoterism.
Sufister säger sig eftersträva en personlig, oförmedlad och omedelbar kontakt med Gud samt kunskap om vad de uppfattar som den gudomliga kärlekens och vishetens uppenbarelser. På de främreorientaliska språken kallas sufister vanligtvis för dervischer (persiska "fattig") eller "fuqara" (arabiska, plural av "faqir").

## Etymologi
Det finns flera olika teorier om etymologin till ordet sufi. Den vanligaste uppfattningen är att ordet härstammar från suf (صوف), det arabiska ordet för ylle, vilket syftar på de enkla mantlar som de tidiga muslimska asketerna klädde sig i. Alla sufister bär dock inte mantlar eller kläder av ylle, även om de strävar efter den inre avskildhet från världen som manteln symboliserar.
En annan teori säger att ordet sufi ursprungligen kommer från det arabiska ordet saaf (صاف), vilket betyder äkta, ren eller blankpolerad. Denna härledning syftar på den vikt som sufismen lägger vid att i själ och hjärta rena sig från begär. En annan teori som stödjer ett liknande ursprung är den som härleder ordet från reningen (sufiya) av rött svavel, vilket symboliserar den gudomliga principen i allting enligt den alkemiska och hermetiska traditionen.
Andra har föreslagit att ursprunget till ordet sufi kommer från ashab al-suffa ("veranda-sällskapet") eller ahl al-suffa ("verandans folk"), vilket syftar på en grupp hängivna muslimer som var samtida med profeten Muhammed (ca 570–632) och som tillbringade mycket av sin tid bedjande på verandan till profetens moské. Denna teori kan även syfta på de utvalda.
De grekiska orden sophos/sophia, som bokstavligen betyder vishet eller upplysning, har också ibland påståtts vara källan till ordet sufi. Även om denna härledning har avvisats av somliga så var den populär bland orientalister i början av 1900-talet. Etymologin till ordet sufi är alltså inte entydig, men tillsammans speglar de olika teorierna ändå sufismens tre huvudsakliga beståndsdelar: kärlek, renhet och visdom.

## Sufismens historia
I alla tider och inom de flesta religioner har grupper av andliga sökare inte känt sig tillfredsställda med att enbart följa religionernas föreskrifter för den stora massan av troende. Sökarna har letat sig inåt tills de har närmat sig ett stadium av inre upplysning. Sufisterna har liksom kabbalautövare, gnostiker, bábíer och mystiska buddhistiska och hinduistiska ordnar varit små minoriteter med läror som ibland avsevärt skilt sig från det moderreligionerna lär, och som sådana har de inte sällan betraktats som kättare och blivit förföljda. Som andlig rörelse kan sufismen sägas ha uppstått som ett resultat av islams andliga förfall som började breda ut sig på 800-talet. Grupper av troende sökte sig till de äldre mästare som de såg som lärare i konsten att förvärva en djupare andlig förståelse. Samtidigt följde de islams yttre regler för korrekt beteende. Sufisternas lärdomar är att människan, genom att rena sinnet från allt som inte är av Gud, kan nå fram till det genombrott som öppnar medvetandet.
Sufismen har sitt ursprung i Koranen och profeten Muhammeds (ca 570–632) esoteriska undervisning. Alla traditionella sufiska strömningar spårar sina rötter tillbaka till profeten Muhammed, antingen genom hans kusin och svärson imam Ali ibn Abi Talib (ca 600–661) eller genom den första kalifen Abu Bakr (ca 573–634). Denna profetiska auktoritet finns fastlagd i kedjor som kallas silsila på arabiska. Enligt forskaren Annemarie Schimmel (1922–2003) var sufismen inledningsvis ingenting annat än en "interiorisering" av islam. Sufismen kom dock tidigt att även influeras av andra religiösa traditioner, inte minst zoroastrism, nyplatonism, kristendom och judendom.
Genom historien har sufismen gestaltat sig i olika andliga miljöer. De stora sufiska ordnarna (arabiska: طرق'; ṭuruq, singular طريقه ṭarīqah) bygger vidare inom ramen för Koranens och profetens andliga undervisning. Eftersom sufismen överbryggar olika trosriktningar inom islam har ordnarna läromässiga kopplingar till både shiaislam eller sunniislam. Sufismens uppbyggnadslitteratur tog form på 800-talet och blomstrade på 1100- och 1200-talen. En perifer strömning inom sufismen är den heliga dårskapen (persiska: qalandariyya) som dock hade ett stort inflytande på den persiska sufipoesin.
Sufismen fick sin spridning över hela den islamiska världen och idag har den också slagit rot i Västeuropa och Nordamerika. På flera platser, däribland Centralasien och Indonesien, introducerades islam genom sufismen. I många muslimska samhällen tillhör sufismen huvudfåran inom islam och den är särskilt stark i Egypten och Indien. Den har likväl ofta motarbetats av myndigheter och politiska regimer.
Sufismen har i hög grad påverkat Bahá'u'lláh (1817–1892), som grundade bahá'í-tron 1863. Hans verk Sju dalar och Förborgade ord  innehåller många referenser bakåt till framför allt persiska sufimästare, bl.a. Jalal al-Din Rumi. Bahá'u'lláhs böcker, brev och tafletter är inga sufiverk men väl sufiorienterade, och det finns ett släktskap när det gäller önskan om människornas enhet, inte bara med resten av mänskligheten, utan även med Gudomen. I otaliga böner och verser uttrycks att vägen till en förädlad bahá'í-personlighet är att låta Gud befria den troende från allt utom Gud: "och låt Ditt uråldriga anletes rikedomar befria mig från allt utom Dig...",   
En stor mängd sufisk poesi finns skriven på språken arabiska, persiska, turkiska, punjabi, urdu. Till de främsta sufiska författarna hör Jalal al-Din Rumi, Farid al-din Attar, Ibn 'Arabi, Fakhr al-din Araqi och Yunus Emre. Dessutom har sufismen satt sin prägel på musiken i muslimska samhällen. Ett flertal olika sufiska danser för andakt har utvecklats i islam, såsom sama' (den meditativa virveldansen) och hadhra, liksom musik, såsom qawwali.
Till de europeiska författare som inspirerats av sufismen hör Doris Lessing, 2007 års nobelpristagare i litteratur.

## Sufismen i Sverige
En viktig förgrundsgestalt i västerländsk sufism är den svenske målaren och konstnären Ivan Aguéli (1869–1917). Författaren Eric Hermelin (1860–1944) och iranisten Ashk Dahlén (1972–) har översatt många sufiska verk till svenska. Svenska sufiska författare är Kurt Almqvist (1912–2001), Tage Lindbom (1909–2001), Torbjörn Säfve (1941–) och Mohamed Omar (1976–). Många andra svenska författare och poeter har låtit sig inspireras av sufismen, till exempel Vilhelm Ekelund (1880–1949), Hjalmar Gullberg (1898–1961), Gunnar Ekelöf (1907–1968), Eric von Post (1899–1990), Willy Kyrklund (1921–2009), Carl-Göran Ekerwald (1923–), Ingemar Leckius (1928–2011) och Birgitta Trotzig (1929–2011).
Idag finns flera av de sufiska ordnarna representerade i Sverige, inte minst Mawlawiyya, Naqshbandi, Shadhiliyya, M.T.O. Shahmaghsoudi, Chishtiyya och Nimatullahi.